# Altajskoe
Altajskoe (in russo Алтайское?) è un villaggio del settore meridionale della Siberia Occidentale situato nel Territorio dell'Altaj,  in Russia. È il centro amministrativo del distretto Altajskij.
La località si trova circa 250 km a sud-est della capitale Barnaul; si estende per quasi 18 chilometri lungo il fiume Kamenka, ai piedi dei monti Altaj.